# James Noir's Hollywood Crimes
James Noir's Hollywood Crimes är ett pusselspel utvecklat av Ubisoft för Nintendo 3DS. Spelet utspelar sig i en TV-gameshow på 1960-talet där spelaren måste lösa pussel för att besegra ett mystisk kriminellt geni. Spelaren tar på sig rollen som en tävlande som arbetar sig igenom sex stadier i en gameshow samtidigt som Hollywood blir platsen för en rad brott.